# Юбак, Рауль

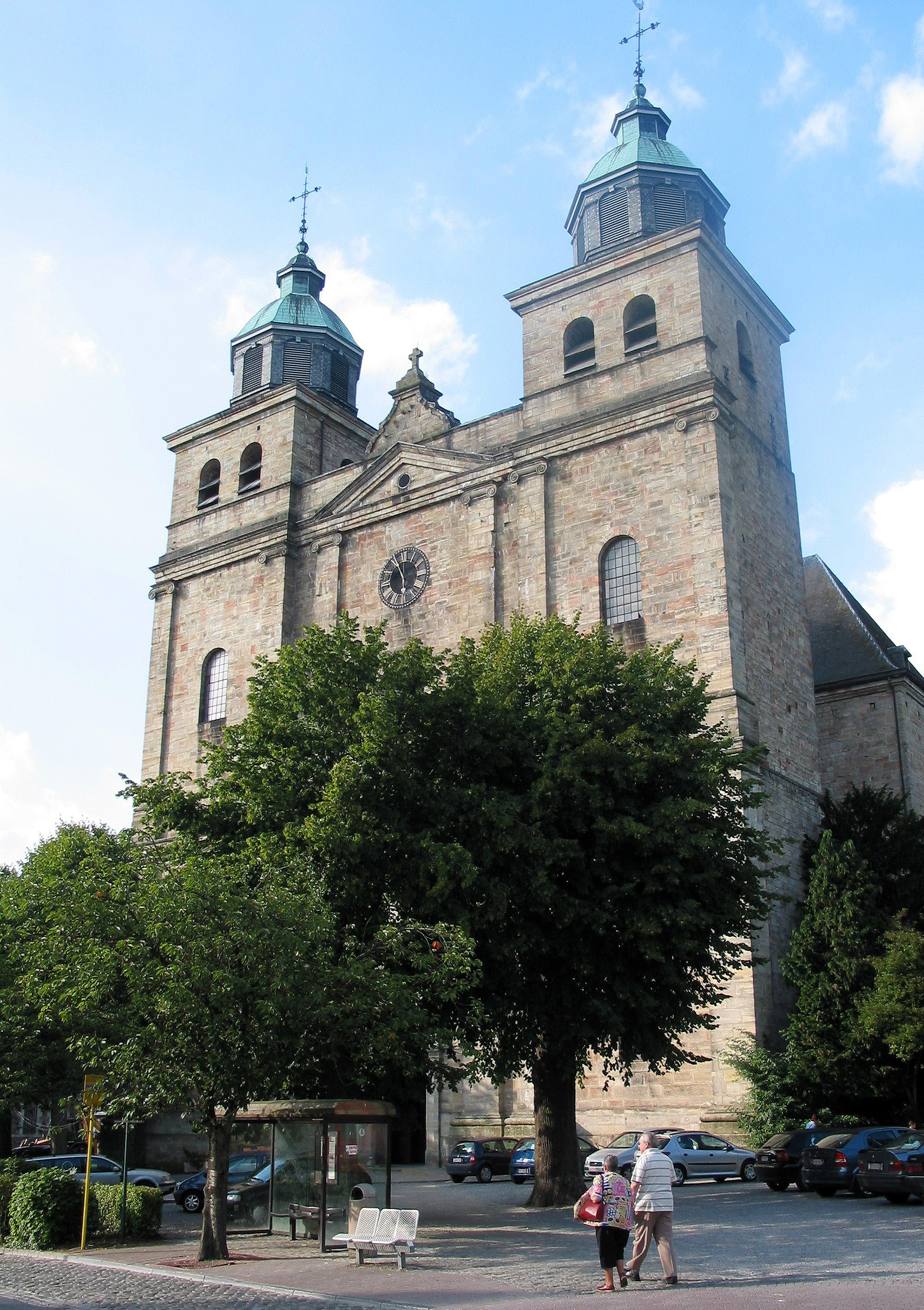
Мальмеди, Кафедральный собор, 1784

Рауль Юбак (фр. Raoul Ubac; 31 августа 1910, Мальмеди, Бельгия — 24 марта 1985, Дьёдонне, Франция) — французский живописец, график, фотохудожник «новой Парижской школы».

## Биография
С 1927 исходил пешком всю Европу, с 1929 жил во Франции, в начале 1930-х познакомился с парижскими сюрреалистами, посещал их мастерские на Монпарнасе. Затем учился рисунку и фотографии в Школе прикладных искусств в Кёльне, путешествовал по Далмации, где впервые начал работать с фотографиями камней. В этот период отошел от живописи, много экспериментировал с фотоизображением, работал с «найденными предметами». В 1936—1939 участвовал в групповых акциях сюрреалистов, был близок к Х.Беллмеру, В. Браунеру, Б. Пере, позже познакомился с П. Элюаром, Р. Кено. С 1936 работал над экспериментальной серией фотографий «Пентесилея», где комбинировал различные техники съемки и обработки фотоизображения; некоторые из этих снимков публиковались в сюрреалистском журнале «Минотавр», получили высокую оценку А. Бретона, фигурировали на Международной выставке сюрреализма (1938).

### Война и послевоенные годы
Во время войны Юбак живёт в Каркассоне, где сближается с Р.Магриттом, в Париже и Брюсселе, где в 1941 в последний раз выставляет свои фотоработы (после 1945 Юбак больше не занимается фотографией). Участвует в литературном журнале активистов Сопротивления «Мессаж», которым руководит поэт-сюрреалист Жан Лескюр. За годы войны Юбак отходит от сюрреализма, начинает заниматься рисунком, гравюрой (в том числе — на грифельных плитках, так называемых ardoises), возвращается к живописи. С 1951 его полотна и гуаши регулярно экспонируются в известной галерее Эме Магта.

### Поздний период
В дальнейшем для работ Юбака характерен предельный аскетизм как содержания, так выразительных средств, бегство от экспрессии, настойчивая серийность (циклы «Головы», «Лежащие», «Пашни», «Борозды», «Тела», «Торсы»). Юбак много занимается декоративным искусством: ему принадлежат церковные витражи в Варанжевиль-сюр-Мер (1961, вместе с Ж.Браком), в часовне в Сен-Поль-де-Ванс (1967), мозаичные работы, гобелены. Он оформляет книги Андре Френо, Ива Бонфуа, Кристиана Дотремона, Жака Дюпена и др.

## Признание и награды
Юбак награждён в 1953 премией Фонда Карнеги, в 1973 — Большой Национальной премией министерства культуры Франции.